# Душевная кухня
«Душевная кухня» (англ. Soul Kitchen) — кинофильм режиссёра Фатиха Акина, вышедший на экраны в 2009 году.

## Сюжет

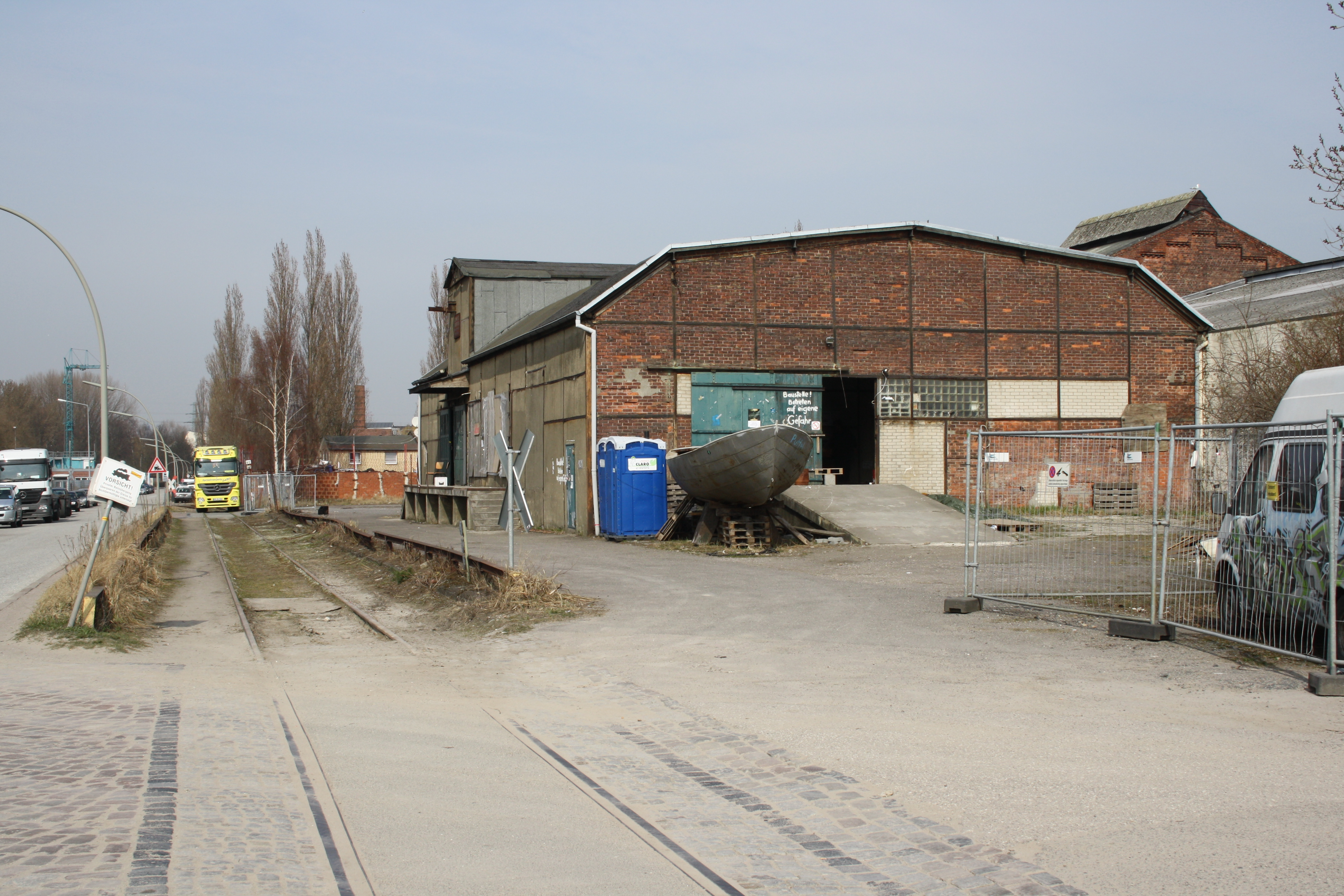
«Душевная кухня»

Зинос Казанцакис (Адам Бусдукос) — владелец небольшого ресторана под названием Soul Kitchen, в котором подают исключительно простую и непритязательную пищу. И хотя больших денег он не приносит, Зиносу нравится это место и эта работа. Поэтому когда его девушка Надин (Фелина Рогган) решает отправиться корреспондентом в Китай, он не может отважиться последовать за ней и бросить своё заведение. И тут как назло проблемы начинают сыпаться на его голову одна за другой: передвигая тяжести, он повреждает себе спину и, не имея страховки, ничего не может с этим поделать; его вороватый брат Иллиас (Мориц Бляйбтрой) уговаривает Зиноса взять его на работу, чтобы иметь возможность каждый день покидать тюрьму; чересчур изысканная стряпня нового повара — вспыльчивого Шейна (Бироль Юнель) — распугала всех постоянных посетителей. 
Но хуже всего другое — старый знакомый Зиноса Томас Нойманн (Вотан Вилке Мёринг) положил глаз на землю, на которой находится ресторан, и решил во что бы то ни стало стать её собственником.

## В ролях
- Адам Бусдукос — Зинос Казанцакис
- Мориц Бляйбтрой — Иллиас Казанцакис
- Бироль Юнель — Шейн Вайсс
- Анна Бедерке — Люция Фауст
- Фелина Рогган — Надин Крюгер
- Лукас Грегорович — Лутц
- Дорка Гриллус — Анна Мондштейн
- Вотан Вилке Мёринг — Томас Нойманн
- Демир Гёкгёль — Сократ
- Удо Кир — господин Юнг
- Моника Бляйбтрой — бабушка Надин

## Награды и номинации
- 2009 — участие в конкурсной программе Венецианского кинофестиваля, где фильм получил две награды: специальный приз жюри и Young Cinema Award за лучший фильм.
- 2010 — две номинации на премию German Film Awards: лучший художественный фильм (Фатих Акин, Клаус Мэк), лучший монтаж (Эндрю Бёрд).
- 2010 — номинация на премию «Давид ди Донателло» за лучший европейский фильм (Фатих Акин).
- 2010 — две номинации на премию Европейской киноакадемии: лучший фильм (Фатих Акин), лучший фильм по мнению зрителей (Фатих Акин).
- 2010 — попадание в пятёрку лучших иностранных фильмов по версии Национального совета кинокритиков США.
- 2010 — номинация на премию «Спутник» за лучший фильм на иностранном языке.

## Музыка
В фильме в различных вариациях звучит песня «La Paloma» испанского композитора XIX века Себастьяна Ирадьера.